# Zarvanka, Tîvriv
Zarvanka (în ucraineană Зарванка) este un sat în comuna Vasîlivka din raionul Tîvriv, regiunea Vinnița, Ucraina.

## Demografie
Componența lingvistică a localității Zarvanka
     Ucraineană (100%)
Conform recensământului din 2001, toată populația localității Zarvanka era vorbitoare de ucraineană (100%).